# Lisbourg
Lisbourg é uma comuna francesa na região administrativa de Altos da França, no departamento de Pas-de-Calais. Estende-se por uma área de 17,77 km². Em 2010 a comuna tinha 608 habitantes (densidade: 34,2 hab./km²).